# Jakob Wagner (Maler)

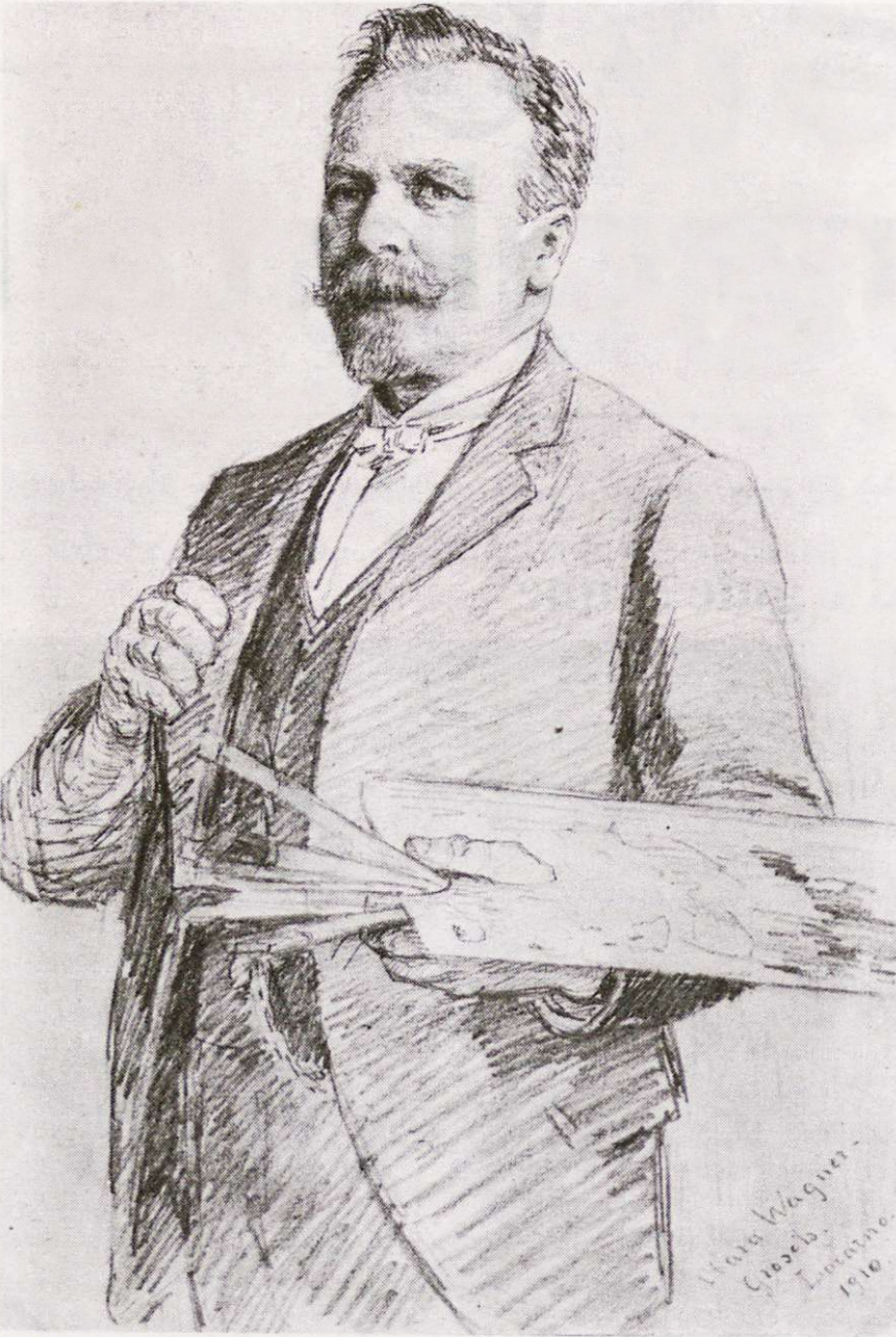
Jakob Wagner, gezeichnet von Clara Wagner-Grosch, 1910.

Jakob Wagner (* 2. Januar 1861 in Gelterkinden bei Basel; † 22. September 1915 in Weisslingen bei Winterthur) war ein Schweizer Landschaftsmaler, der zusammen mit seiner Frau, der Porträtmalerin Clara Wagner-Grosch, in Locarno ein Künstleratelier führte.

## Leben
Jakob Wagner wurde als Sohn des Färbermeisters Johannes Wagner (1828–1910) und dessen Frau Maria geb. Pümpin (1826–1915), einer Großtante der Maler Fritz und Karl Pümpin, in der Gemeinde Gelterkinden bei Basel geboren.
Nach Abschluss der Schulzeit absolvierte Wagner eine Lehre zum Dekorationsmaler in Liestal und Basel. Anschliessend ging er nach Paris, wo er sich neben einer ersten Anstellung an der École des arts décoratifs auch im künstlerischen Handwerk ausbilden ließ. Nach einem weiteren Studienaufenthalt in München unter Karl Raupp und Ludwig von Herterich kehrte er wieder für kurze Zeit in seine Heimat Gelterkinden zurück, wo er sich als freischaffender Maler etablierte.
Zu dieser Zeit begab sich Wagner für einige Jahre auf Wanderschaft, die ihn vorerst an die Italienische Riviera, in die Campagna Romana, die Castelli Romani, nach Tivoli und Ostia, in die Sabiner Berge und nach Capri führte. Von 1885 bis 1888 lebte er in Rom. Nach seiner Rückkehr in die Schweiz arbeitete er vorerst in Le Bouveret am Genfersee. Von 1891 bis 1994 schloss sich ein erneuter Italien-Aufenthalt im Süden des Landes und vor allem auf Sizilien an. Unter anderem lebte er zu dieser Zeit für mehrere Wochen in der Abgeschiedenheit einer Lavahöhle im Valle del Bova am Krater des Aetna. 1895 unternahm Wagner eine Ägyptenexkursion. Er hielt sich in Kairo auf und reiste zusammen mit dem Basler Schriftsteller, Dichter und Maler Emil Beurmann entlang des Nils. Zurück in der Schweiz liess sich Jakob Wagner 1898 dann dauerhaft in Locarno nieder.
Bei einem weiteren Studienaufenthalt in Paris im Jahr 1900 lernte er die aus Karlsruhe und Darmstadt stammende Malerin Clara Grosch kennen, die er am 30. Mai 1902 heiratete. In Locarno liess Wagner vom Basler Architekten Wilhelm Brodtbeck-Buess ein großes Wohn- und Atelier-Gebäude an der Piazza Grande bauen, in dem das Künstlerpaar fortan lebte und arbeitete.
Wagner starb während eines Studienaufenthaltes in Weisslingen bei Winterthur an den Folgen eines Schlaganfalls. Er liegt zusammen mit seiner Frau auf dem Friedhof von Muralto bei Locarno begraben.

## Wirken
Wagner malte vor allem Landschaftsbilder, deren Motive er in seiner Heimat in der Nordwestschweiz, während seinen Aufenthalten in Frankreich, Italien, insbesondere auf Sizilien und in seinem späteren Tessiner Zuhause rund um Locarno fand. Während teils wochenlangen Malaufenthalten auf dem nahegelegenen Monte Brè entstanden viele Ansichten der Berglandschaften rund um den Lago Maggiore, auf denen er auch das Leben der Landbevölkerung darstellte. Ähnlich wie seine Frau widmete sich Wagner immer wieder auch der Porträtmalerei für wohlhabende Kunden aus Deutschland, Frankreich, der Schweiz und Italien.
Wagner war Mitglied der Gesellschaft Schweizerischer Maler und Bildhauer, in der er schon in den 1880er Jahren zusammen mit dem österreichischen Maler und Radierer Fritz Schider einen Künstler-Stammtisch im «Cafe Casino» in Basel unterhielt.
Nachdem sich Wagner in Locarno niedergelassen hatte, veranstaltete er zusammen mit seiner Frau fortan in der «Casa Wagner» eine Dauerausstellung der eigenen Werke und trug dort mit Künstler-Symposien, Gastvorträgen, Gedicht- und Musikabenden zu einem vielfältigen Kulturleben bei. Durch die lokale Verbundenheit von Wagner und seiner Frau wurden hier zudem Verbindungen zu den freigeistlichen Bewegungen des Monte Verità gepflegt, so zum Beispiel mit dem Reformer und Aussteiger Gusto Gräser. Die Sommermonate verlebte das Ehepaar Wagner zumeist auf dem Monte Bré.
Ab den 1880er Jahren stellte Wagner unter anderem wiederholt auf den jährlichen Ausstellungen des Basler Kunstvereins in der Kunsthalle Basel aus. Kurz nach seinem Tod zeigten die Kunsthalle Basel und das Kunsthaus Zürich eine umfangreiche Gedenkausstellung von Wagners Bildern.